# Nello Pagani
Cirillo »Nello« Pagani, italijanski dirkač Formule 1 in motociklističnega prvenstva, * 11. oktober 1911, Milano, Italija, † 19. oktober 2003, Bresso, Italija.
Nello Pagani je pokojni italijanski dirkač. V Formuli 1 je nastopil le na dirki za Veliko nagrado Švice v sezoni 1950, ko je zasedel peto mesto. Med sezonama 1949 in 1955 je sodeloval v motociklističnem prvenstvu, kjer je na dvaindvajsetih dirkah dosegel štiri zmage in enajst uvrstitev na stopničke. V sezoni 1949 je z dvema zmagama osvojil naslov prvaka v razredu 125 cm³, ob tem pa še naslov podprvaka v razredu 500 cm³, tudi z dvema zmagama. Umrl je leta 2003 v visoki starosti.

## Popolni rezultati Formule 1
(legenda) (odebeljene dirke pomenijo najboljši štartni položaj, poševne pa najhitrejši krog, †-uvrščen kljub odstopu)
| Leto | Moštvo                 | Šasija           | Motor               | 1  | 2   | 3   | 4     | 5   | 6   | 7   | Prv | Toč |
| ---- | ---------------------- | ---------------- | ------------------- | -- | --- | --- | ----- | --- | --- | --- | --- | --- |
| 1950 | Scuderia Achille Varzi | Maserati 4CLT/48 | Maserati Straight-4 | VB | MON | 500 | ŠVI 7 | BEL | FRA | ITA | -   | 0   |